# Eurocentrisme
L'eurocentrisme, ou européocentrisme, est une forme d'ethnocentrisme qui considère comme universelles les cultures, normes et valeurs européennes.
Lorsque le terme est appliqué historiquement, il peut être utilisé en référence à une position apologétique à l'égard du colonialisme européen et d'autres formes d'impérialisme, ou encore le fait d'attribuer une origine européenne à ce qui ne l'est pas ou pas forcément.

## Définitions
L'eurocentrisme est la préférence accordée au point de vue européen au mépris de tous les autres,.
Il est la forme européenne de l'ethnocentrisme et s'est constitué au XVIIe siècle.

### Mise en récit de l'Histoire
Le fil narratif de l'eurocentrisme a comme point de départ l'idée selon laquelle la modernité trouverait sa source en Occident car ce serait de là que le progrès technologique et la civilisation de tout le reste du monde auraient été dérivées. L'exceptionnalisme européen, considérant que l'Europe aurait été la première région du globe à combiner les idéaux de la modernité et du progrès, suffirait à légitimer le modèle historique européen comme exemplaire pour le développement de l'humanité. L’histoire en vient à être considérée comme un phénomène unique dans lequel l’humanité se trouverait dans un processus de développement et d’évolution progressive. Dans le récit eurocentrique de l'histoire universelle, selon Marcel van der Linden, l'Atlantique Nord est considéré comme la région la plus avancée, ce qui justifierait que le rythme de son développement devrait servir de matrice pour penser les grandes périodes historiques du monde. Ainsi, l'eurocentrisme non seulement prétend montrer le chemin à suivre pour l’humanité, mais déforme les manières dont est racontée l'Histoire des autres peuples en les passant à la lunette du passé européen, comme si ces peuples se trouvaient à un stade plus rudimentaire de la trajectoire de développement suivie par les Européens. Ce type d'attitude génère l'utilisation abusive de termes et de concepts occidentaux pour étudier des populations non occidentales et suscite l'attente que les autres se conforment au modèle de société développé en Europe.

## Histoire du concept
Le concept de l'eurocentrisme est mobilisé par les critiques de l'impérialisme colonial européen pour mettre en lumière les manières dont il conduit à une vision déformée de l'Histoire,. Il s'inscrit principalement dans la tradition intellectuelle de la sociologie et du marxisme. Il est également apparenté à la critique de l'orientalisme.
Dans le monde de l'art, à partir de 1987, la revue Third Text fondée par l'artiste d'origine pakistanaise Rasheed Araeen (en) cherche à critiquer les conséquences de l'eurocentrisme dans ce domaine.

### Théorie postcoloniale

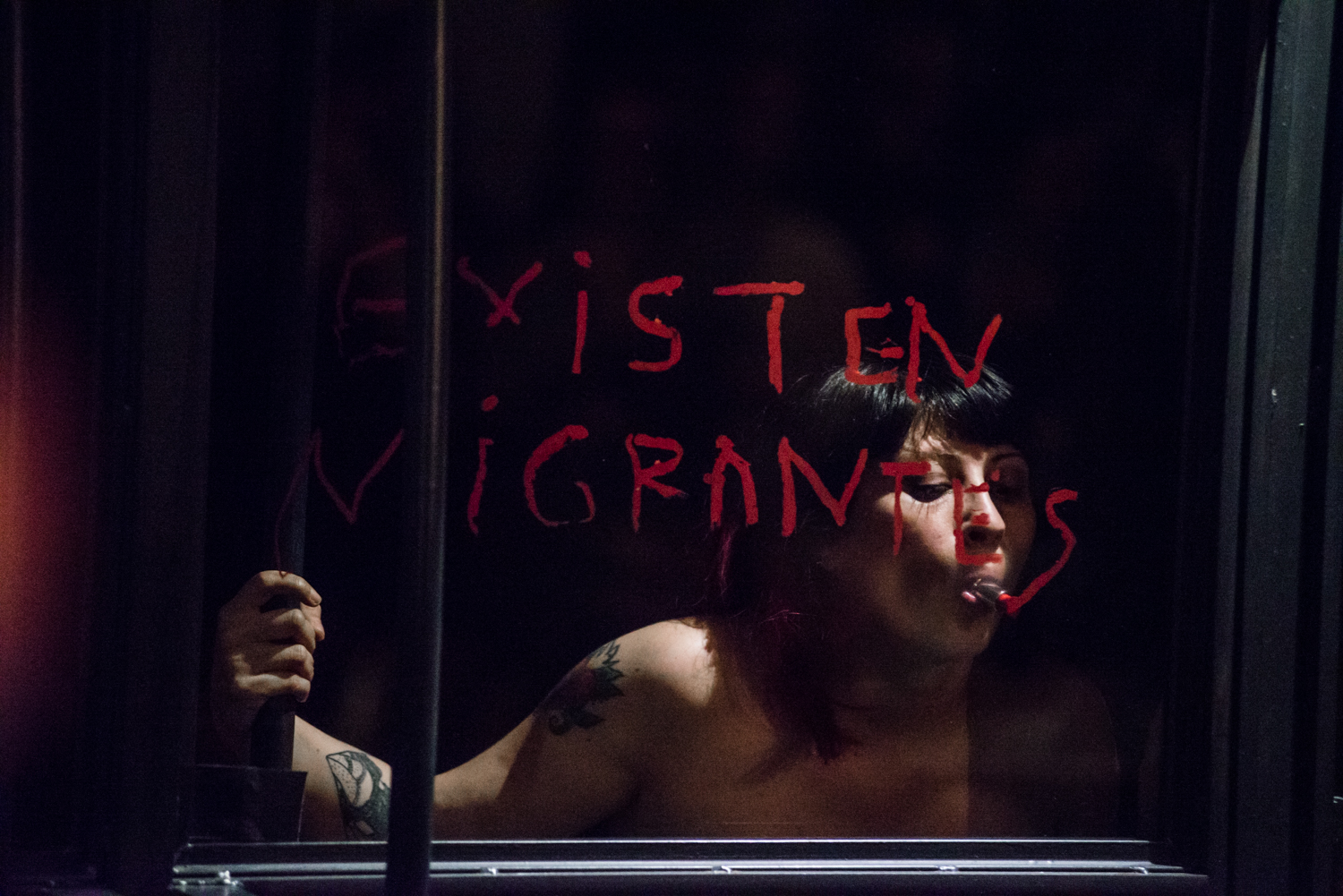
Performance El Grito Decolonial de TEHDAS Teatteri jouée au New Performance Turku, Finlande en 2016. Le spectacle dénonce la façon dont la migration est occultée de l'espace public finlandais.

Pour Robert J. C. Young, le postcolonialisme est une perspective « des théories tricontinentales, qui analysent les conditions matérielles et épistémologiques de la postcolonialité, et visent à combattre le système impérialiste de domination économique, politique et culturelle ». Plusieurs travaux développés dans le cadre de la théorie postcoloniale, tels que ceux menées par Walter Mignolo et Timothy Mitchell entre autres, soutiennent que l'ensemble des bases épistémologiques et ontologiques utilisées dans les sciences sociales sont indissociables des traditions de pensée européennes : ainsi, ils attirent l’attention sur le fait que bon nombre des catégories analytiques considérées comme universelles, telles que le capital, l’État, l’individu et bien d’autres, ont été construites dans le contexte européen. En ce sens, Dipesh Chakrabarty, dans son ouvrage Provincializing Europe: Postcolonial Thought and Historical Difference, soutient qu’il y a eu un processus de provincialisation de l'Europe par lequel la pensée produite par ses intellectuels a acquis un air universel. Il serait donc nécessaire d’en reconnaître les limites, mais aussi d’explorer son potentiel d’analyse dans un contexte non européen. Comme Chakrabarty, Nildo Ouriques met en garde contre la relégation au second plan des penseuses des divers lieux en dehors de l’axe européen, par exemple contre l'idée que pour avoir autorité sur un sujet, il faudrait intégrer et partager la pensée allemande ou française le concernant. Ainsi, suivant Sanjay Seth, la théorie postcoloniale met en lumière la nécessité d’une relativisation de la raison historique occidentale, révélant son universalisme fondamental qui a marginalisé les autres qu'Européens et leurs modes de pensée.

## Valeurs centrales

### État-nation
Antoine D. Smith fut le premier à utiliser le terme de nationalisme méthodologique pour désigner la confusion entre la société et l'État, qui se serait parfaite dans l'Atlantique Nord. Selon Marcel Van der Linden, le nationalisme méthodologique conduit à la naturalisation de l' État-nation en tant qu'unité d'analyse de base pour la recherche historique. La banalisation de cette perspective eurocentrique a pour conséquences une confusion entre société, État et territoire national et la croyance selon laquelle les sociétés sont géographiquement identiques aux États nationaux.
Dans cette perspective, les processus politiques dans d’autres régions sont considérés comme non pertinents parce qu’ils ne correspondent pas aux processus européens, ce qui donne l'idée qu'il n’y avait pas d’organisation sociale et politique avant l’arrivée des Européens dans ces espaces. Il existe ainsi une téléologie historique de l’eurocentrisme qui place l’État national, démocratique et chrétien comme horizon final.

### Racisme
La vision eurocentriste a généré de nombreuses formes de racisme, allant de l'orientalisme aux craintes de dégénérescence de la race blanche. Ces diverses idéologies racistes ont en commun le diffusionnisme eurocentriste – défini par James Blaut comme l'idée que la civilisation a été apportée par l'Occident au reste du monde – qui s'est largement intégré dans la pensée des pays colonisés par l'Europe et perpétué dans leurs historiographies. À travers des théoriciens tels que le comte de Gobineau, les idées de pureté raciale et de hiérarchie des races ont prétendu être des vérités scientifiques. Ces idéologies de domination des autres peuples se sont développées de façon concomitante avec des idéologies de domination de la civilisation sur la nature.

## Rôle au sein du discours colonialiste

### La Grèce comme berceau de la civilisation

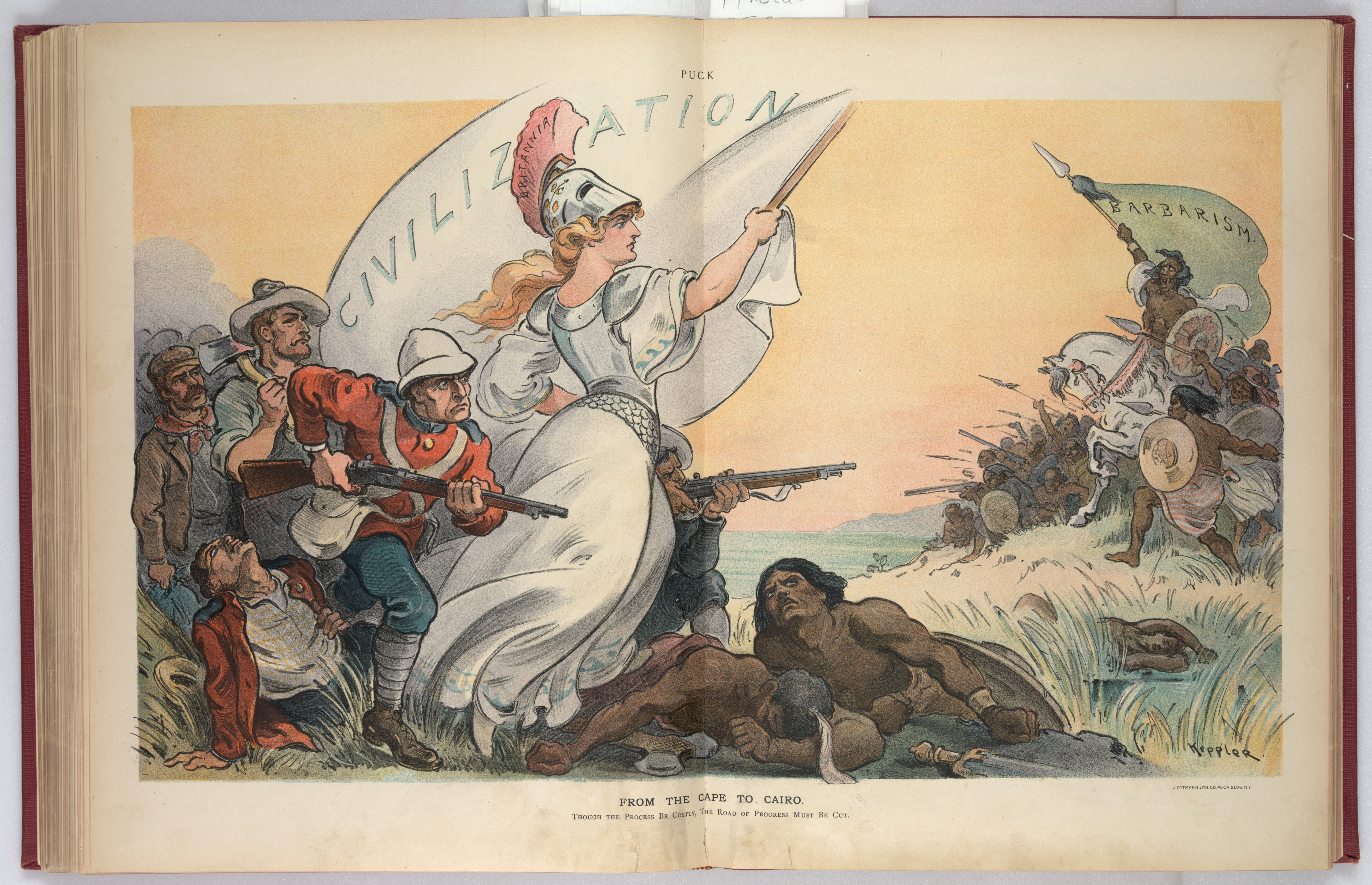
Illustration Du Cap au Caire par Udo Keppler. Brittania porte un grand drapeau blanc sur lequel est écrit « Civilisation » et s'avance vers les peuples indigènes, qui portent un drapeau sur lequel est écrit « Barbarie ».

L'idée selon laquelle la Grèce antique est l'époque et le pays dans lesquels l'Histoire a commencé – idée exprimée au XIXe siècle par le poète Percy Shelley disant que « nous sommes tous grecs » – présuppose l'universalité humaine d'un certain nombre d'institutions comme la démocratie, la philosophie, la science, l'art et le théâtre, entre autres éléments considérés comme étant d'origine grecque. 
Certains auteurs, comme Jack Goody, soulignent que l'eurocentrisme est un système idéologique visant à soutenir la colonisation territoriale passée et la colonisation culturelle européenne. Dans son livre Le vol de l'histoire, Goody soutient que de nombreuses inventions et coutumes, proclamées comme originaires d'Europe et de la Grèce antique, auraient été non seulement inspirées par – mais même volées à – d'autres peuples et civilisations.
De plus, l'eurocentrisme, pour Samir Amin, universalise l'importance de la philosophie et de la culture grecques tout en passant sous silence l'importance d'autres contextes en prétendant qu'il s'agit de phénomènes spécifiques. Le livre Black Athena de Martin Bernal est un ouvrage central dans la démarche de contestation de la thèse du miracle grec en ce qu'il place plutôt l'Égypte ancienne au centre de l'Antiquité et qu'il argue que l'eurocentrisme n'est rien d'autre que l'appropriation européenne d'éléments venus de différentes régions du globe pour construire un récit civilisationnel téléologique qui place l’Europe au centre du monde.

### De la reconquête aux conquêtes
L'année 1492 marque la Reconquête de la péninsule ibérique et la conquête de l'Amérique, deux moments très liés. Ella Shohat et Robert Stam soulignent l'importance des croisades pour définir l'identité européenne et justifier les guerres justes, c'est-à-dire celles menées dans un but catéchistique. L'identité nationale et religieuse de la péninsule ibérique et, par extension, du reste de l'Europe, construite dans le cadre de l'expulsion des Maures musulmans, ouvre la possibilité que le processus de colonisation soit considéré comme équivalent à la christianisation.
Avec l’établissement des Européens sur le sol américain, les penseurs européens ont construit une philosophie sur les problèmes et les nouveaux aspects qu’ils rencontraient dans le contexte américain, appelée par Silvio Zavala la philosophie de la conquête. Un des thèmes de cette philosophie est l'idée que la conquête de l'Amérique passerait par l'évangélisation des Amérindiens et leur incorporation dans ce que les Européens appelaient la civilisation.
En réaction aux déformations eurocentristes de l'Histoire, l'afrocentrisme apparaît: en opposition à l'eurocentrisme, il place les personnes africaines comme actrices et protagonistes de l'Histoire.

## En géographie

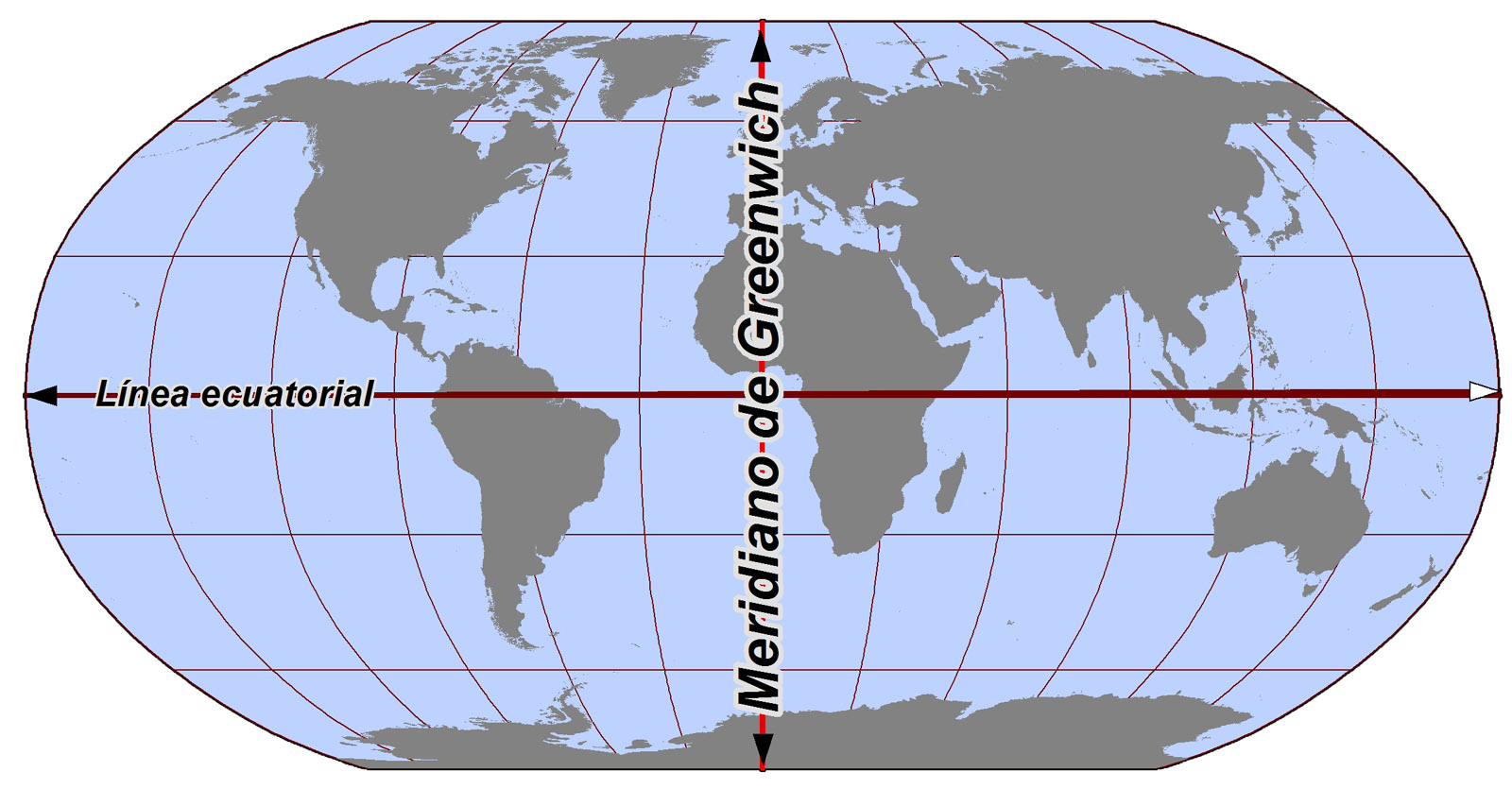
Carte du globe avec le méridien de Greenwich au centre : un exemple de représentation eurocentriste.

Le continent européen, et en particulier, sa partie occidentale, sont souvent placées comme centrales et supérieures géographiquement, politiquement, économiquement et culturellement par rapport aux autres parties du globe.

### L'Occident et l'Orient
L'Occident est une construction historique et relative, car cette notion se réfère à l'Europe et ses extensions considérées comme réussies, dont l'Australie est un exemple. Michael Wintle soutient que la dichotomie entre l'Orient et l'Occident n'a aucun sens en géographie et ne représente pas la complexité du monde réel.
Le livre Orientalisme d'Edward Saïd exprime comment la définition de ce qu'était la culture européenne se serait construite sur la base de l'opposition aux caractéristiques perçues dans les espaces colonisés, considérés comme exotiques. En ce sens, Alastair Bonnett, dans son livre The Idea of the West, traite des changements dans la représentation de ce qui était considéré comme occidental, démontrant que l'association faite avec l'État de droit et le développement économique n'a été faite qu'à la fin du XIXe siècle .
L'Orient, quant à lui, divisé en Proche-, Moyen- et Extrême-Orient, aurait été imaginé et délimité comme un espace dont les valeurs européennes seraient absentes. Ainsi, la construction d’un Moyen-Orient marqué par la violence, les massacres religieux, le fanatisme et les dictatures corrompues partirait avant tout d’un regard européen.

### Les trois mondes

Carte montrant la délimitation géographique du Premier, du Second et du Tiers Monde.

La proposition de diviser le globe entre le Premier Monde, le Second Monde et le Tiers Monde apparaît dans le contexte de la Guerre froide, sous la plume d'universitaires tels qu'Alfred Sauvy et Irving Horowitz. Martin Lewis et Kären Wigen expliquent cette métagéographie de la guerre froide, qui divise le monde selon le système économique: dans le premier monde, il y aurait des capitalistes, dans le deuxième, des communistes et dans le troisième, ceux qui n'auraient pas eu de position économique ou politique définie après la Seconde Guerre mondiale. Cette division fut reprise et réappropriée par des associations de pays extérieurs à la zone du Premier Monde, en tant que pays sous-développés ou en développement, car ils ne faisaient pas partie du groupe capitaliste industrialisé. Ces pays ont été considérés comme arriérés, voire « primitifs », et comme ayant besoin de l’aide des pays du premier monde pour pouvoir s’industrialiser et croître économiquement, comme le propose le Plan Marshall.
Bien qu'il s'agisse d'une séparation géographique qui n'a guère de sens en dehors du contexte de la guerre froide, plusieurs spécialistes des relations internationales interrogent la continuité de cette expression des valeurs politiques et économiques eurocentristes au XXIe siècle : Walter Mignolo attire ainsi l'attention sur la continuité de l'eurocentrisme dans la colonialité du pouvoir, qui organise le monde de manière hiérarchique, même après la mondialisation.

### Articles scientifiques
- (pt) Marta Araújo et Silvia Rodríguez Maeso, « Explorando o Eurocentrismo nos manuais portugueses de História », Estudos de Sociologia, no 28,‎ 2010, p. 239-270 (lire en ligne)
- (pt) Pedro Borba, « Para uma teoria crítica do eurocentrismo: História, colonialismo e o resto do mundo », Revista Estudos Políticos, no 1,‎ 2020, p. 51-70 (lire en ligne)
- (pt) José Henrique Bortoluci, « Para além das Múltiplas Modernidades: Eurocentrismo, Modernidade e as Sociedades Periféricas », Plural, no 1,‎ 2009, p. 53-80 (lire en ligne)
- (pt) Maria Regina Candido, « A África Antiga sob a ótica dos clássicos gregos e o viés africanista », Cadernos de História, vol. 19, no 30,‎ 2018, p. 20-38 (lire en ligne)
- (pt) Raíssa Orestes Carneiro, « Por uma história de dentro para fora: Argumentos para a desconstrução do eurocentrismo na historiografia e no ensino da história no Brasil », XII Encontro Estadual de História da ANPUH-PE: História e os desafios do tempo presente, no 1,‎ 2018, p. 12 (lire en ligne)
- (es) José Santos Herceg, « Filosofía de (para) la Conquista. Eurocentrismo y colonialismo en la disputa por el Nuevo Mundo », Atenea, no 503,‎ 2011, p. 165-186 (lire en ligne)
- (en) Dudley Kirk, « Demographic Transition Theory », Population Studies, no 3,‎ 1996, p. 361-387 (lire en ligne)
- (pt) Marcel van der Linden, « História do trabalho: O velho, o novo e o global », Revista Mundos do Trabalho, no 1,‎ 2009, p. 11-26 (lire en ligne)
- (pt) André Luan Nunes Macedo, « História do eurocentrismo na história intelectual », Revista de Teoria da História, no 1,‎ 2020, p. 257-281 (lire en ligne)
- (es) Perla Patricia Valero Pacheco, « Hacia una nueva historia global no eurocéntrica: un balance crítico », Trashumante. Revista Americana de Historia Social, no 9,‎ 2017, p. 158 (lire en ligne, consulté le 27 août 2022)
- (pt) Pedro Afonso Cristovão dos Santos, Thiago Lima Nicodemo et Mateus Henrique de Faria Pereira, « Historiografias periféricas em perspectiva global ou transnacional: eurocentrismo em questão », Estudos Históricos (Rio de Janeiro),‎ 2017, p. 161–186 (ISSN 0103-2186, DOI 10.1590/S2178-14942017000100009, lire en ligne, consulté le 15 février 2023)
- (pt) Sanjay Seth, « Sociologia história e teoria pós-colonial: duas estratégias para desafiar o eurocentrismo », Revista Expedições: Teoria da História e Historiografia, no 7,‎ 2016, p. 263-270 (lire en ligne)
- (pt) Daniel Vasconcelos, « Para além do ensino da História Nacional: O eurocentrismo e suas interpretações teóricas », Revista Ars Historica, no 21,‎ 2021, p. 80-103 (lire en ligne)]
- (pt) Ellen Meikins Wood, « Anti-eurocentrismo eurocêntrico », Germinal: marxismo e educação em debate, no 1,‎ 30 avril 2022, p. 490–504 (ISSN 2175-5604, DOI 10.9771/gmed.v14i1.46481, lire en ligne, consulté le 15 février 2023)

### Livres
- (pt) Ella Shohat, Robert Stam et Marcos Soares, Crítica da imagem eurocêntrica multiculturalismo e representação, Cosac Naify, 2006, 528 p. (lire en ligne)
- (pt) Kalina Vanderlei Silva et Maciel Henrique Silva, Dicionário de Conceitos Históricos, Contexto, 2009, 439 p. (lire en ligne)
- (en) Michael Wintle, Eurocentrism : History, Identity, White Man's Burden, Routledge, 2020, 304 p. (lire en ligne)

### Pages web
- (pt) Caio Liudvik, « O roubo da história: Antropólogo fundamental, Jack Goody ataca a superioridade do Ocidente e diz que democracia e capitalismo já existiam no Oriente », 2008 (consulté le 24 août 2022)

### Thèses, dissertations et monographies
- (pt) Ana Raquel Almeida Grifo, O impacto da crise econômica na identidade europeia em Portugal : A perspectiva dos intelectuais portugueses (thèse), Faculdade de Ciências Sociais e Humanas, Universidade Nova de Lisboa, 2016, 109 p. (lire en ligne)
- (pt) Ivan Vieira Piseta, Integração regional e colonialidade do ser : migrações e identidade na União Europeia (thèse), Departamento de Ciências Econômicas e Relações Internacionais, Universidade Federal de Santa Catarina, 2017, 69 p. (lire en ligne)
- (pt) Camila Saute Torresini, Do Terceiro Mundo ao Sul Global : O debate entre as perspectivas nas diretrizes da política externa brasileira (thèse), Faculdade de Ciências Econômicas, Universidade Federal do Rio Grande do Sul, 2016, 80 p. (lire en ligne)